# Снєгуровський Олександр Олегович

Snegurovski Oleksandr

 Снєгуровський Олександр Олегович  ( 19 грудня 2022, поблизу м. Бахмут, Донецька область, Україна.  —  український актор театру, волонтер, професійний кухар, військовослужбовець, учасник російсько-української війни. Кавалер ордена «За мужність» III ступеня (2023, посмертно).

## Життєпис
У 1999-2000 роках грав  у театрі Чорний квадрат.
На початку повномасштабного російського вторгнення в Україну мешкав з дружиною та сином в у Каліфорнії (США), де був шеф-кухарем, давно жив у Каліфорнії. Згодом приїхав до України і став військовослужбовцем.

## Нагороди
Орден «За мужність» III ступеня (Указ Президента України №498/2023, посмертно) — за особисту мужність, виявлену у захисті державного суверенітету та територіальної цілісності України, самовіддане виконання військового обов'язку